# ماثيو أورورك
ماثيو أورورك (25 فبراير 1967 في نيوزيلندا - ) (بالإنجليزية: Matthew O'Rourke)‏ هو لاعب كريكت نيوزلندي.

## وصلات خارجية
- ماثيو أورورك على موقع إي آس بي آن كريك إنفو (الإنجليزية)